# Нативизм (политика)
Нативи́зм (от англ. native — «коренной», «уроженец») — политическая позиция, требующая благоприятствования и предоставления привилегированного статуса определенным установленным жителям нации по отношению к приезжим или иммигрантам. Нативизм обычно предполагает оппозицию иммиграции и поддержку усилий по снижению политического или правового статуса конкретных этнических и/или культурных групп, потому что эти группы считаются враждебными или чуждыми местной культуре, и не могут быть ассимилированы.

## Нативизм в США

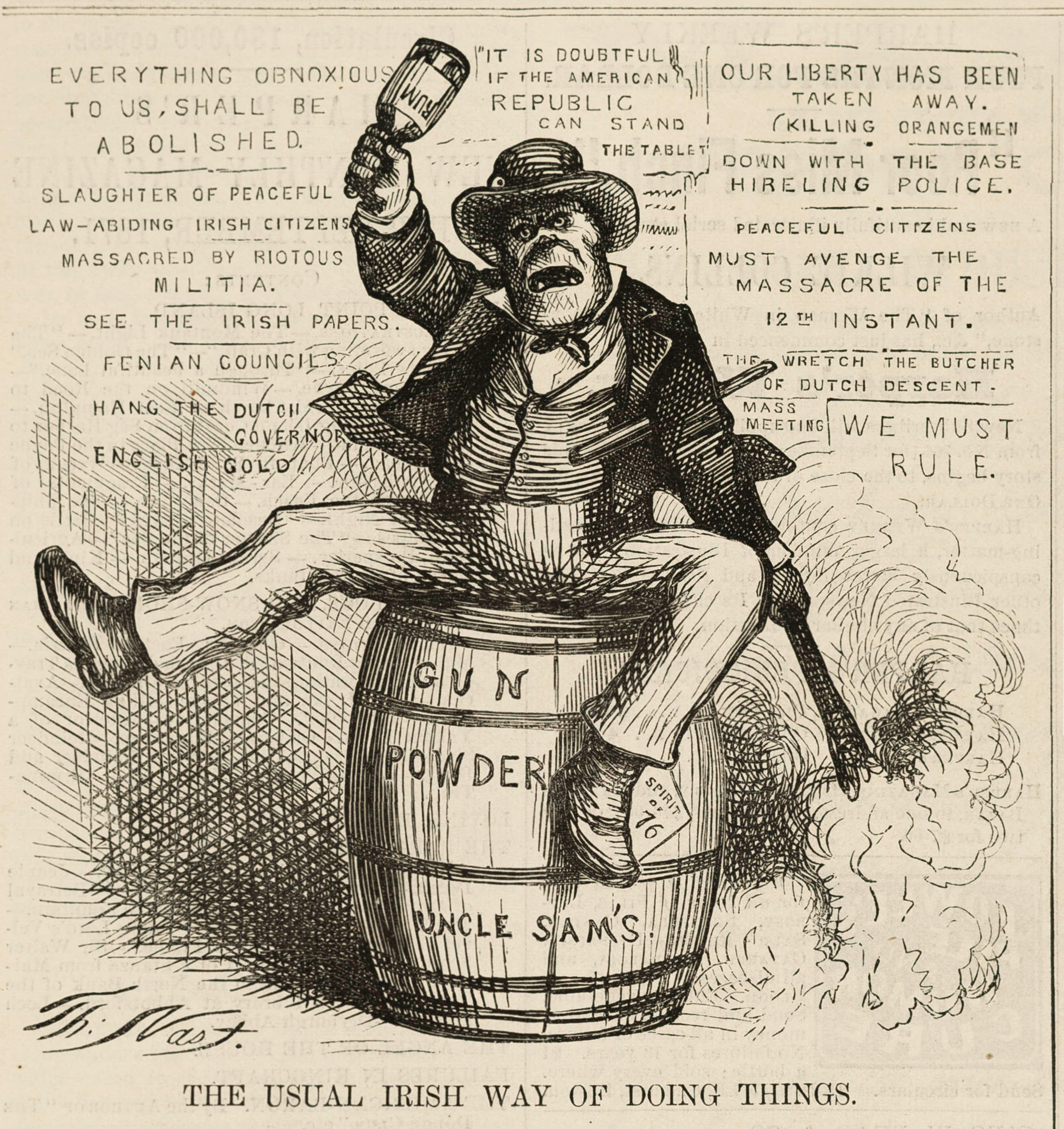
Карикатура Томаса Наста 1871 года «Обычный образ действий ирландцев» (пьяный ирландец размахивает зажженным фитилем, сидя на бочке с порохом)

В первой половине XIX века в США наблюдался быстрый рост числа иммигрантов, принадлежащих к этноконфессиональным меньшинствам. В 1820‒1860 года туда прибыло пять миллионов иностранцев, среди них было много католиков — ирландцы, итальянцы, мексиканцы, чилийцы. Это вызывало неприятие у многих англосаксонского происхождения, составлявших большинство населения США. Среди них стали распространяться представления об иностранном или католическом «заговоре» с целью захвата власти в «протестантской республике». Их также беспокоила конкуренция на рынке труда с иммигрантами, готовыми работать за низкую зарплату. 
В 1830-е годы возникли первые тайные нативизские организации, созданные по типу масонских орденов и лож; началась публикация антикатолических книг и периодических изданий. В 1840-е годы идеи нативистов получили  массовую поддержку, начались вооруженные столкновения на этноконфессиональной почве, создавались локальные нативизские партии, которые пользовались успехом на местных выборах в ряде штатов. В 1850-е годы появилось движение «Know Nothing», ставшее мощной общенациональной партией «ничего не знающих» (это название приверженцы движения получили, так как должны были отвечать «Я ничего не знаю» на вопросы о движении со стороны посторонних).
Антикатолицизм прочно вошел в американскую политику. Лишь в 1960 году впервые в истории США католик Джон Кеннеди был избран президентом. Но нативизские настроения в США сильны до настоящего времени.